# Billerbeck
 (juin 2024).
Si vous disposez d'ouvrages ou d'articles de référence ou si vous connaissez des sites web de qualité traitant du thème abordé ici, merci de compléter l'article en donnant les références utiles à sa vérifiabilité et en les liant à la section « Notes et références ».
Billerbeck est une ville de Rhénanie-du-Nord-Westphalie (Allemagne), située dans l'arrondissement de Coesfeld, dans le district de Münster, dans le Landschaftsverband de Westphalie-Lippe.

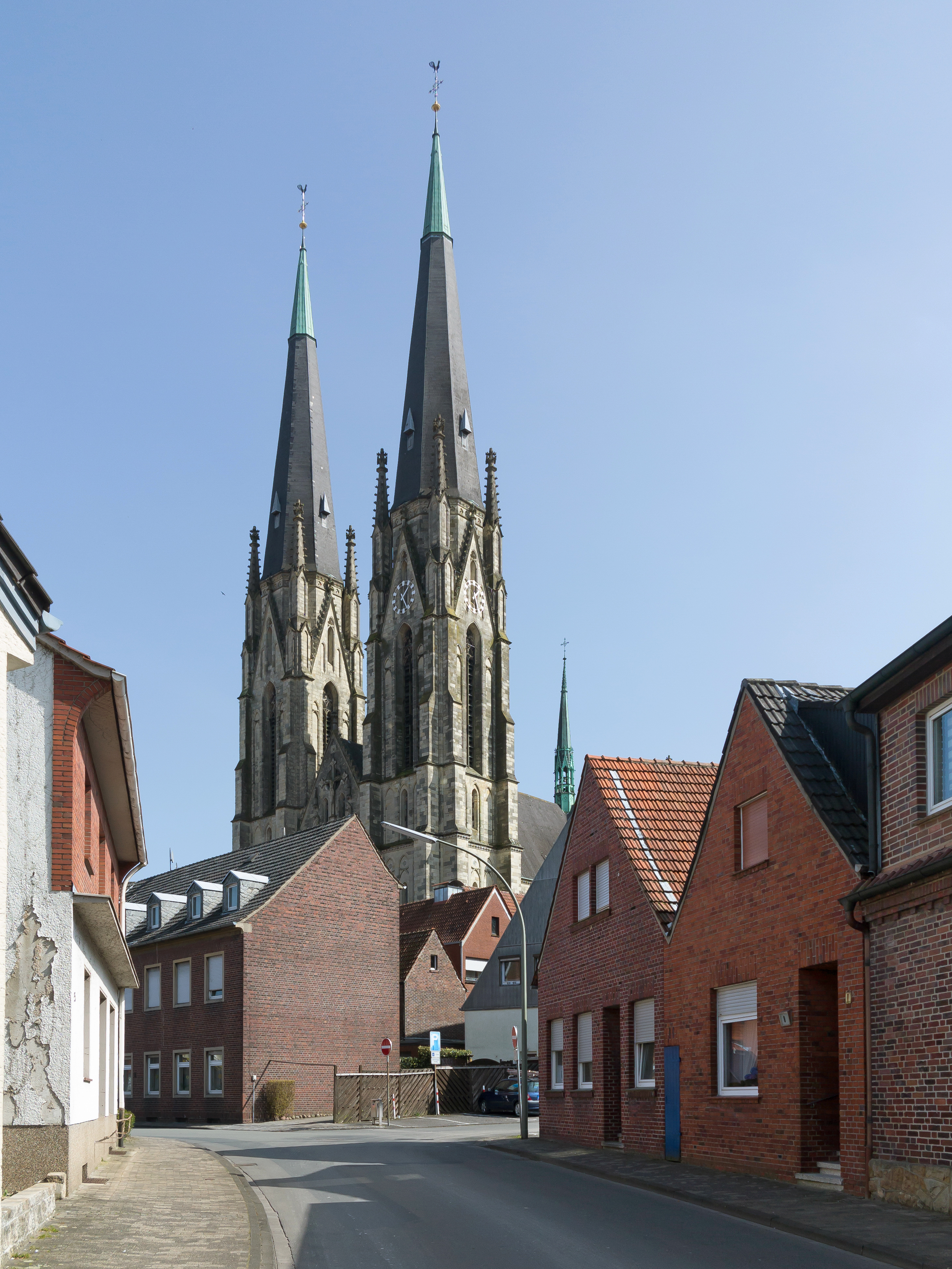
Église Saint-Ludgerus de Billerbeck.

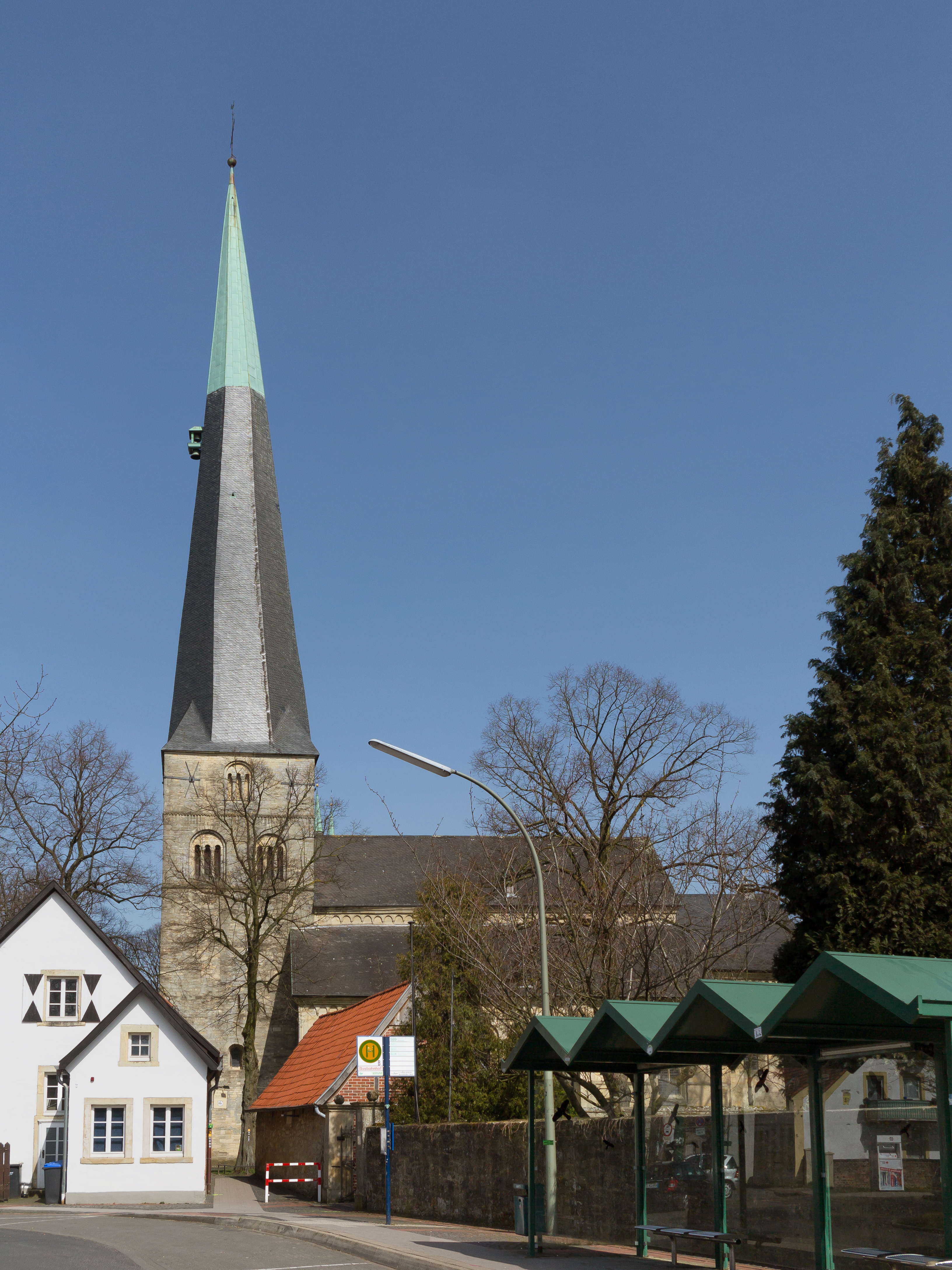
Église : die Johanniskirche.